# Кајеј (Порторико)
Кајеј (шп. Cayey) је општина у америчкој острвској територији Порторико, острвској држави Кариба.

## Демографија
По попису из 2010. године број становника је 48.119, што је 749 (1,6%) становника више него 2000. године.
| Група             | 2000.          | 2010.          |
| Белци             | 254 (0,5%)     | 245 (0,5%)     |
| Афроамериканци    | 1.834 (3,9%)   | 3.986 (8,3%)   |
| Азијати           | 64 (0,1%)      | 68 (0,1%)      |
| Хиспаноамериканци | 47.042 (99,3%) | 47.806 (99,3%) |
| Укупно            | 47.370         | 48.119         |